# Ivan Gagarine
Pour les articles homonymes, voir Gagarine (homonymie).
Ivan Sergeïevitch Gagarine (devenu après sa conversion au catholicisme Jean-Xavier Gagarine), né le 20 juillet 1814 (1er août dans le calendrier grégorien) à Moscou et décédé le 19 juillet 1882 à Paris 1er, est un prince et diplomate russe et, après sa conversion au catholicisme, prêtre jésuite et écrivain.
Très engagé dans l’œuvre pour la conversion de la Russie (XIXe siècle), il est un des cofondateurs de la revue Études.

## Biographie

### Diplomate
Fils du prince Serge Ivanovitch Gagarine (1777-1862) et de Varvara M. Pouchkine (1779-1854), Ivan Sergeïevitch appartient à la haute noblesse russe. Son éducation se fait à domicile, son précepteur principal étant un professeur français, Gustave Marin-Darbel (1802-1878). Encore étudiant, mais ayant déjà voyagé à travers toute l’Europe, il entre au ministère russe des Affaires étrangères en 1831. En 1835, il est attaché d’ambassade à Munich, où son oncle Grégoire I. Gagarine (1782-1837) était ambassadeur russe. Après la mort de son oncle, il est envoyé comme attaché d’ambassade à Paris.
Neveu par alliance d'Anne-Sophie Swetchine (Madame Swetchine), en exil à Paris après sa conversion au catholicisme, il fréquente son salon et y rencontre, parmi d’autres personnalités du catholicisme libéral, le père jésuite Xavier de Ravignan. Il est admis dans l’Église catholique romaine le 19 avril 1842 et ajoute alors à son prénom celui de Xavier (Ivan-Xavier). Après un voyage à Moscou (juin 1842 - mars 1843), il entre dans la Compagnie de Jésus (14 août 1843)

### Conversion
Déjà à Moscou, durant sa jeunesse, Gagarine fréquentait l’influent philosophe ‘occidentaliste’ Pierre Tchaadaiev, qui prônait plus de contacts avec la vie intellectuelle de l’Occident européen et l’Église catholique pour faire sortir la pensée et l’Église russe de plusieurs siècles de léthargie. Dans un écrit intitulé Récit de ma conversion et vocation, Gagarine reconnaît l’influence de Tchaadaiev. Bientôt son séjour à Paris le met en contact avec de grandes personnalités du courant libéral catholique. Il voit dans l'universalité de l’Église catholique cette dimension qui manque à l’Église orthodoxe russe. L’union des Églises pourrait apporter un nouveau souffle à son pays natal auquel il est fort attaché.
Il a entendu les sermons de Xavier de Ravignan. C’est à lui qu’il se confie. Un peu plus tard, il abjure entre ses mains ‘les erreurs de l’église russe’ et fait sa profession de foi catholique (19 avril 1842). Il ajoute à son prénom celui de Xavier (Ivan-Xavier). Mais il est clair : « Je n’ai pas été converti par les jésuites. Je dois le principe de ma conversion à Tchaadaiev. Lorsque je franchis pour la première fois la maison de jésuites, tout était décidé »
Après un voyage à Moscou (juin 1842 - mars 1843) - probablement pour en informer ses parents -  il revient en France et entre dans la Compagnie de Jésus (14 août 1843)  Sa conversion devenue alors publique fait grand bruit, autant en France qu’en Russie, d'autant qu'elle suit de près celle d'un autre artistocrate et intellectuel russe, Vladimir Pétchérine, avec qui Gagarine reste d'ailleurs en contact épistolaire toute sa vie. Dans son pays natal elle perçue comme une trahison politique, culturelle et religieuse.
Pour le jeune prince Jean, le sacrifice est considérable : il est banni de Russie, et perd tous ses droits, son titre et sa fortune. Il n’en demeure que plus attaché à sa terre natale, qu’il ne reverra cependant jamais. Mais toute sa vie sera donnée à œuvrer pour la Russie.

### Œuvre pour la Russie
Après deux ans de noviciat à Saint-Acheul (Somme) Gagarine suit le cours habituel de la formation théologique jésuite et est ordonné prêtre en septembre 1848 chez les Jésuites de Laval. Il enseigne ensuite à Brugelette, en Belgique, où se trouvait un collège des jésuites français en exil. Il y écrit en 1851 son premier livre. C’est une indication de ce que sera l’orientation de sa vie : L’union de prières pour la conversion de la Russie.
Revenu à Paris, il fonde en 1855 l’œuvre des Saints Cyrille et Méthode, dans le but de promouvoir prière, réflexion et discussions en vue de l’une union des Églises catholique et orthodoxe. Il rassemble une bibliothèque pour une documentation historique et œcuménique sur l’histoire ecclésiastique des pays slaves. L’année suivante son livre La Russie sera-t-elle catholique ? fait sensation : il est rapidement traduit en plusieurs langues.
Invité le 4 avril 1856 par Augustin Louis Cauchy et Charles Lenormant à la 1re réunion qui a jeté les bases de la fondation de l'Œuvre des Écoles d'Orient, plus connue actuellement sous le nom de l’Œuvre d’Orient, il fut même membre de son Conseil général, dont il restera membre jusqu'en 1879.
À partir de 1856, en collaboration avec les pères Charles Daniel et Jean Martinoff, il écrit et rassemble plusieurs articles qui forment les premiers volumes des Études de théologie, de philosophie et d’histoire. C’est la naissance de la revue Études. Le premier article de Gagarine traite de l’enseignement de la théologie dans l’Église russe. Dans les années qui suivent cependant la ligne éditoriale de la revue Études changera, et l’intérêt pour les questions russes et œcuméniques diminuera.
Œcuméniste avant l’heure Gagarine travaille sans relâche pour la réconciliation entre l’Église russe et celle de Rome. Ses écrits soulignent invariablement ce qui rapproche les deux Églises. Il fait connaître les trésors de l'Église orthodoxe aux catholiques et, inversement, cherche à éliminer les préjugés de la Russie contre le catholicisme. Son zèle lui fait sous-estimer la profondeur du fossé qui sépare les deux grandes traditions religieuses.
Vivant jusqu’à la fin de sa vie à Paris, mais en diverses résidences jésuites, il écrit ainsi, entre 1857 et 1882, une vingtaine de livres, tous ayant plus ou moins ce même but œcuménique. Sa piété profonde, alliée à une grande courtoisie et noblesse de cœur et soutenue par une immense érudition et des dons d’écrivain lui donnent une audience étendue. Il collabore à des revues telles que l’Ami de la Religion (Paris), les Précis historiques (Bruxelles), et d’autres. Sa bibliothèque slave, enrichie d’apports divers tout au long des XIXe et XXe siècles est une des plus riches en Europe occidentale. Elle se trouve aujourd’hui au centre d’études russes de la Compagnie de Jésus, à Meudon, près de Paris.
Jean-Xavier Gagarine meurt à Paris, le 19 juillet 1882.

## Œuvres
- Son Journal: 1833-1842 a été publié (avec introduction et notes par François Rouleau), Paris, Desclée de Brouwer, 2010.
- Union de prières pour la conversion de la Russie et l'extinction du schisme chez les peuples slaves, Bruxelles, 1851.
- La Russie sera-t-elle catholique ?, Paris, 1856.
- Le clergé russe, Bruxelles, 1871.
- Les Jésuites de Russie (1772-1785), Paris, 1872.
- Correspondance 1838-1842, Ivan Gagarine, Georges Samarine. Plamia, 2002.

## Ressources externes
- Site du colloque Ivan Gagarine, le 18 octobre 2014 à Paris
- Page du Fonds Gagarine, dans le Fonds slave des Jésuites, sur le site de la Bibliothèque Diderot de Lyon